# فری‌لن
 FreeLAN نرم‌افزار رایانه ای است که تکنیک‌های شبکه همگرا، شبکه کامل، شبکه خصوصی مجازی (VPN) را برای ایجاد اتصالات امن Point-to-Point یا Site-to-Site در پیکربندی مسیریاب یا پل‌ها و امکانات دسترسی از راه دور اجرا می‌کند. این نرم‌افزار منبع باز تحت مجوز عمومی گنو (GNU GPL)مجوز دارد.

## رمزگذاری
FreeLAN با استفاده از کتابخانه Open Secure Sockets Layer (OpenSSL) برای رمزنگاری از داده و کانال‌های کنترل استفاده می‌کند. این اجازه می‌دهد که کتابخانه (OpenSSL) تمام کارهای رمزنگاری و احراز هویت را انجام دهد، به این ترتیب FreeLAN قادر به استفاده از تمامی رمزهای موجود در بسته (OpenSSL)است.

## احراز هویت
FreeLAN چندین روش برای احراز هویت دارد.

## اتصال مشتریان FreeLAN به یکدیگر در حالت P2P
برای اتصال به شخص از طریق اتصال P2P، گواهی باید به فایل پیکربندی اضافه شود.
برای مثال، A مستقیماً به B وصل می‌شود نه از طریق یک سرور.
هر دو آنها یک سرور در تماس پیکربندی دارند: contact=158.88.132.221:12000
فایل پیکربندی A باید خط: dynamic_contact_file=c:\freelan\Bob.crt - path to certificate B
پیکربندی B نباید خط داشته باشد: accept_contact_requests=no به‌طور پیش فرض این گزینه بله است، بنابراین می‌توان آن را اظهار داشت.
همه آنها به حالت relay نیاز دارند. این به این معنی سرور، A و B باید این خط را داشته باشد: relay_mode_enabled=yes